# Lama Karta
Lama Karta (contraction de Karma Tashi, « action bénéfique »), né le 22 février 1968 à Thembang (en) (Inde) de parents tibétains exilés du Tibet et mort le 23 février 2013 à Louvain (Belgique),, est un lama de la lignée Kagyüpa, directeur spirituel des centres bouddhistes tibétains de Huy, Bruxelles et Schoten en Belgique.  

## Biographie
Lama Karta est né le 22 février 1968 à Thembang (en), dans le district du Kameng occidental de l'Arunachal Pradesh, en Inde. Dans le district de Darjeeling, il reçoit en même temps une éducation occidentale à l'école centrale pour les Tibétains de Kurseong et une éducation monastique bouddhiste au monastère de Sonada où il est un des élèves de Kalou Rinpoché. Alors qu’il est âgé de 17 ans, ce dernier l’incite à entreprendre une retraite de trois ans afin de devenir lama,.
En 1987, à la demande de Kalou Rinpoché, il se rend en France où il réside pendant cinq ans au centre d’études tibétaines de Montchardon pour assurer plus tard la direction spirituelle du centre Yeunten Ling situé à Huy en Belgique à la suite du Lama Ogyen, décédé en 1990. Il y enseigne le bouddhisme, la méditation et le yoga  et soutient un orphelinat au Tibet.
En 2001, il ouvre l'Institut Nalanda, à Bruxelles, une inauguration à laquelle le prince Laurent assiste, alors que la famille royale n’a pas encore marqué son ouverture à la culture bouddhique.
Lama Karta aura invité le Dalaï Lama 5 fois en Belgique : en 1990, 1994, 1999, 2006 et 2012. En 2008, sa visite avait été annulée pour des raisons diplomatiques.
Mort le 23 février 2013 à l'âge de 45 ans à l'hôpital de Louvain (Belgique) des suites d’un cancer, Lama Karta était également doué d’une voix remarquable et fut poussé à enregistrer plusieurs CDs de chants tibétains. Il donna fréquemment des concerts dans l’église des Minimes à Bruxelles et dans le temple de Huy.

## Discographie
- 1997 : Tcheud
- 1997 : Wisdom compassion, Milan spi
- 1996 : Tibetan Chants - Buddhist Meditation
- 1996 : Music for Tibetan New Year
- 2003 : Tibetan Chants